# Cañada del Hoyo
Cañada del Hoyo è un comune spagnolo di 280 abitanti situato nella comunità autonoma di Castiglia-La Mancia.
Nell'epidemia di colera del 1885 morirono 191 abitanti.